# Bardsragujn chumb 2001
Il Bardsragujn chumb 2001 è stato la decima edizione del campionato di calcio armeno, disputato tra il 17 aprile e il 28 novembre 2001 e concluso con la vittoria del Pyunik FC, al suo quarto titolo.
Capocannoniere del torneo fu Arman Karamyan (Pyunik) con 21 reti.

## Formula
Il torneo vide la partecipazione di 12 squadre in quanto l'Arpa Yeghegnadzor si sciolse prima dell'inizio del campionato e il Kilikia Yerevan fu escluso dopo la prima giornata per il ritardo del pagamento dell'iscrizione al campionato. I team disputarono un turno di andata e ritorno per un totale di 22 partite con l'ultima in classifica retrocessa in Aradżin Chumb
La squadra campione si qualificò alla UEFA Champions League 2002-2003, la seconda classificata alla Coppa UEFA 2002-2003 mentre la terza alla Coppa Intertoto 2002.
L'Armenikum Yerevan, promossa dalla seconda serie, cambiò nome in Pyunik FC continuando la tradizione del club già in passato campione nazionale.
L'Araks Ararat, trasferitosi nella capitale, diventò FC Spartak Yerevan mentre la FC Dinamo Yerevan diventò Dinamo-2000 Yerevan.

## Squadre partecipanti
| Club                | Città    | Stadio | Posizione 2000     |
| ------------------- | -------- | ------ | ------------------ |
| Ararat              | Erevan   |        | 2°                 |
| Širak               | Gyumri   |        | 3°                 |
| Banants             | Kotayk   |        | Aradżin Chumb      |
| Spartak Erevan      | Erevan   |        | Campione d'Armenia |
| Lernagorts Kapan    | Kapan    |        | 7°                 |
| Mika Ashtarak       | Ashtarak |        | 4°                 |
| Dinamo-2000 Yerevan | Erevan   |        | 8°                 |
| Zvart'noc'          | Erevan   |        | 5°                 |
| P'yownik            | Erevan   |        | Aradżin Chumb      |
| Kotayk'             | Abovyan  |        | Aradżin Chumb      |
| Karabakh            | Erevan   |        | Aradżin Chumb      |
| Lori                | Vanadzor |        | Aradżin Chumb      |

## Classifica finale
|                    | Pos. | Squadra             | Pt | G  | V  | N | P  | GF | GS | DR  |
| ------------------ | ---- | ------------------- | -- | -- | -- | - | -- | -- | -- | --- |
| Armenia (bandiera) | 1.   | P'yownik            | 53 | 22 | 17 | 2 | 3  | 77 | 23 | +54 |
|                    | 2.   | Zvart'noc'          | 48 | 22 | 16 | 0 | 6  | 52 | 21 | +31 |
|                    | 3.   | Spartak Erevan      | 48 | 22 | 15 | 3 | 4  | 57 | 13 | +44 |
|                    | 4.   | Širak               | 47 | 22 | 14 | 5 | 3  | 52 | 19 | +33 |
|                    | 5.   | Ararat              | 42 | 22 | 13 | 3 | 6  | 42 | 22 | +20 |
|                    | 6.   | Mika Ashtarak       | 41 | 22 | 12 | 5 | 5  | 44 | 20 | +24 |
|                    | 7.   | Banants             | 34 | 22 | 10 | 4 | 8  | 46 | 28 | +18 |
|                    | 8.   | Lernagorts Kapan    | 18 | 22 | 5  | 3 | 14 | 25 | 63 | -38 |
|                    | 9.   | Dinamo-2000 Yerevan | 16 | 22 | 4  | 4 | 14 | 18 | 48 | -30 |
|                    | 10.  | Kotayk'             | 12 | 22 | 3  | 3 | 16 | 19 | 65 | -46 |
|                    | 11.  | Karabakh            | 12 | 22 | 2  | 6 | 14 | 19 | 63 | -44 |
|                    | 12.  | Lori                | 5  | 22 | 1  | 2 | 19 | 17 | 83 | -66 |

Legenda:

      Campione di Armenia e ammessa alla Champions League
      Ammessa alla Coppa UEFA
      Ammessa alla Coppa Intertoto
      Retrocessa in Aradżin Chumb
Note:

Tre punti a vittoria, uno a pareggio, zero a sconfitta.

### Verdetti
- Pyunik FC Campione d'Armenia e ammesso alla UEFA Champions League 2002-2003
- Zvartnots-AAL FC ammesso alla Coppa UEFA 2002-2003
- FC Tsement Ammesso alla Coppa Intertoto 2002
- Lori Vanadzor retrocesso in Aradżin Chumb

## Classifica marcatori
| Gol |  |  | Giocatore       | Squadra       |
| --- |  |  | --------------- | ------------- |
| 21  |  |  | Arman Karamyan  | Pyunik        |
| 16  |  |  | Hayk Hakobyan   | Spartak       |
| 15  |  |  | Mher Avanesyan  | Zvartnots-AAL |
| 15  |  |  | Aram Hakobyan   | Spartak       |
| 12  |  |  | Andrey Bulanov  | Mika Ashtarak |
| 12  |  |  | Sargis Nazaryan | Zvartnots-AAL |